# Johann von Brügge

Familienwappen des Johann von Brügge

Johann von Brügge oder Jean V. de Gruuthuse (* um 1458 in Brügge; † 1512 vor dem 6. September in Abbeville) war ein flämischer Adliger.
Er war der Sohn von Ludwig von Brügge und Margareta von Borsselen. Johann von Brügge wurde 1479 zum Ritter geschlagen. Er war Rat und Kämmerer des späteren Kaisers Maximilian, Herzog von Burgund, Großjägermeister der Grafschaft Flandern und Burggraf von Lille. Als er in Opposition zu Maximilian geriet (sein Vater war 1485 bis 1488 wegen Felonie in Haft), ging er nach Frankreich, wo er 1489 zum Seneschall von Anjou ernannt wurde. Beim Tod seines Vaters erbte er 1492 dessen burgundische Titel als Herr von Gruuthuse (in Brügge) und Fürst von Steenhuise sowie den englischen Titel 2. Earl of Winchester.
1498 wurde Johann zum Großmeister der Armbrustschützen Frankreichs ernannt (Grand maître des arbalétriers de France) und in den Ordre de Saint-Michel aufgenommen, im Jahr darauf zum Kapitän des Louvre. Wiederum ein Jahr später gab er den Titel als Earl of Winchester an die englische Krone zurück. 1504 folgte die Ernennung zum Generalleutnant und Gouverneur der Picardie. Er starb 1512 in Abbeville und wurde in der Abtei Saint-Riquier bestattet.

## Familie
Johann von Brügge heiratete drei Mal. Seine erste Ehe schloss er um 1478 mit Marie d’Auxy, Tochter von Jean IV. d’Auxy und Jeanne de Flavy; aus dieser Ehe stammt eine Tochter, Marguerite, die Jacques II. de Luxembourg, Herr von Fiennes, Gavre etc. († 1519, Haus Luxemburg-Ligny) heiratete. Seine zweite Ehe (der Ehevertrag stammt vom 18. März 1480) schloss er mit Renée de Bueil, Tochter von Antoine de Bueil, Graf von Sancerre (Haus Bueil); diese Ehe blieb kinderlos.
Im Alter von knapp 50 Jahren schloss er seine dritte Ehe, am 30. November 1505, mit Marie de Melun, Dame de Montmirail († nach September 1536), Tochter von Jean de Melun und Isabelle de Luxembourg. Aus dieser Ehe stammen drei Kinder, davon zwei Söhne:
1. Louis (* 1508; † 1528 in Italien), Herr von Gruuthuse, Fürst von Steenhuise
2. René († 1572), Herr von Gruuthuse, Fürst von Steenhuise
3. Anne († 1534), Nonne

Marie de Melun heiratete in zweiter Ehe am 20. Februar 1513 Jacques II. de Chabannes, Herr von La Palice (⚔ 1525 in der Schlacht bei Pavia), 1515 Marschall von Frankreich.